# Wheeler County, Oregon
Wheeler County är ett administrativt område i delstaten Oregon, USA, med 1 441 invånare. Den administrativa huvudorten (county seat) är Fossil.  
Del av John Day Fossil Beds nationalmonument ligger i countyt.

## Geografi
Enligt United States Census Bureau har countyt en total area på 4 442 km². 4 439 km² av den arean är land och 3 km² är vatten.

### Angränsande countyn
- Gilliam County, Oregon - nord
- Morrow County, Oregon - nordöst
- Grant County, Oregon - öst
- Crook County, Oregon - syd
- Jefferson County, Oregon - nordväst
- Wasco County, Oregon - nordväst